# Chi Mei Corporation

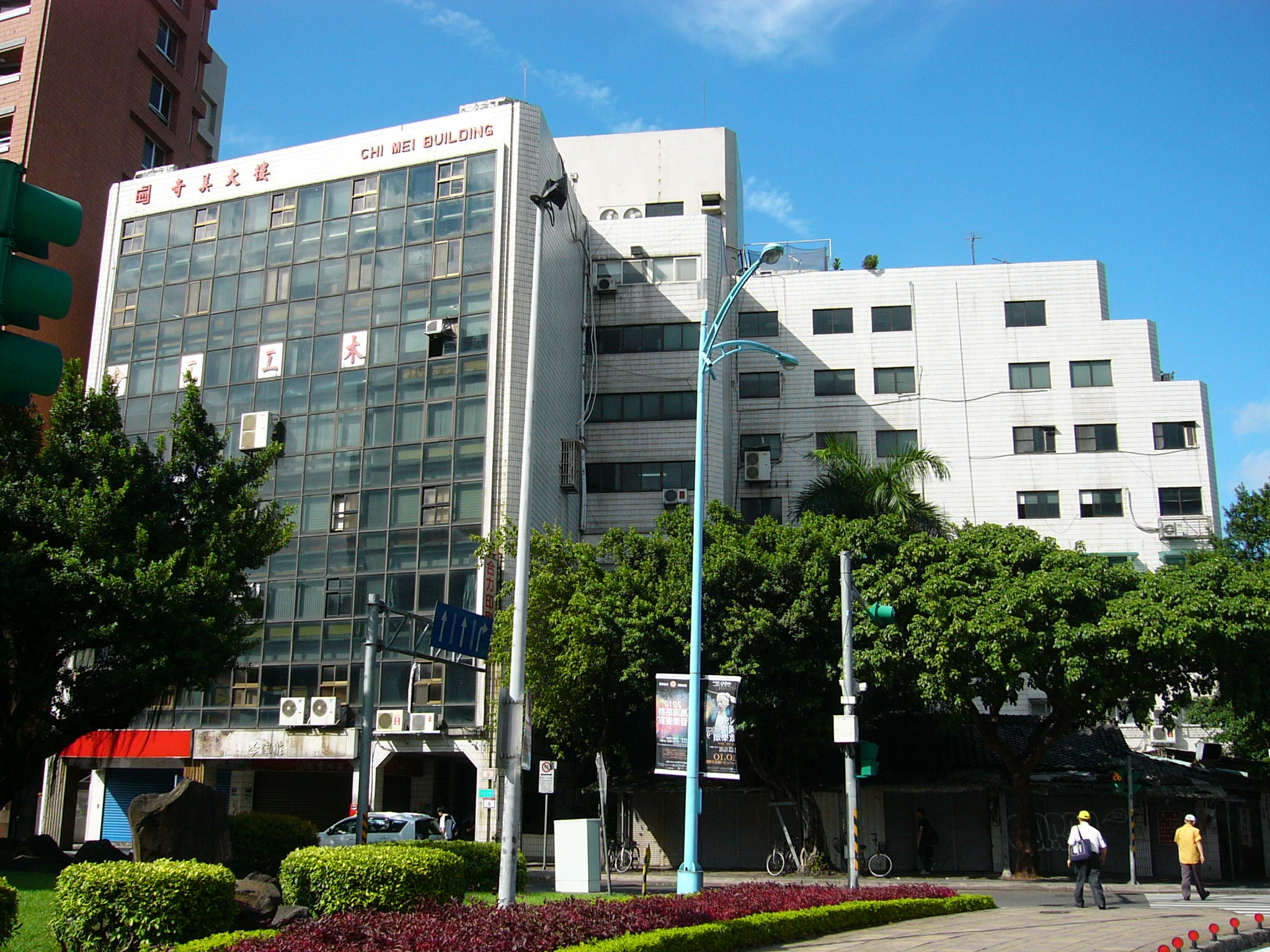
Edificio Chi Mei en Taipéi, Taiwán

Chi Mei Corporation en chino 奇美实业 es una empresa de Taiwán. Es el mayor fabricante de acrilonitrilo butadieno estireno ( ABS ) de resina en el mundo, produciendo cerca de 1 millón de toneladas de ABS anualmente a partir de 1999.
Tiene fábricas en la ciudad de Tainan y Zhenjiang. También produce vidrio acrílico, poliestireno, elastómero termoplástico y caucho sintético. La compañía fue fundada por Wen-Shi en 1960 como Chi Mei Industrial Company Ltd., la primera acrílico fabricante de hoja de Taiwán, fue rebautizado como Chi Mei Corporation en 1992. Chi Mei tiene una asociación con Mitsubishi Chemical Corporation de Japón (Mitsubishi tiene 27,08% de las acciones).
Chi Mei Corporation es parte de una compañía privada de explotación llamado 'Chi Mei Grupo', que tiene numerosas filiales. Uno de ellos es Chi Mei Optoelectronics (CMO), que fue fundada en 1997 como una filial de Chi Mei Corporation. Chi Mei Group es el mayor accionista de la OCM que cotizan en bolsa. OCM es N º 4 y N º 2 de Taiwán entre los mayorores fabricantes de pantallas LCD en el mundo.
En 2001, el Grupo Chi Mei, junto con IBM Japón creó Tecnología en pantallas, que posteriormente vendió a Sony en 2005.